# Charles Rosenthal

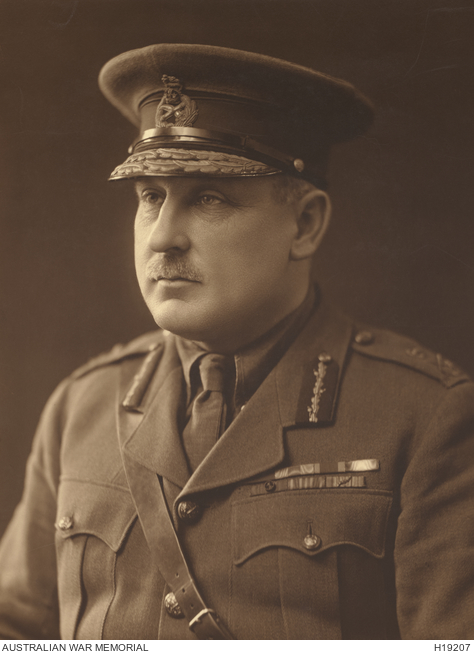
Charles Rosenthal

Charles Rosenthal (* 12. Februar 1875 in Berrima, New South Wales; † 11. Mai 1954 in Green Point in Gosford, New South Wales) war ein australischer Architekt und im Ersten Weltkrieg Generalmajor, bei Kriegsende kommandierte er die australische 2nd Division an der Westfront.

## Leben
Er wurde 1875 als einziger Sohn des in Dänemark geborenen Schulmeisters Carl Johann Christian Rosenthal (1852–1921) und seiner schwedischen Frau Emilie (geborene Clov, 1853–1918) geboren.

### Frühe Karriere
Er wurde ab 15 Jahren im Büro von A. J. Derrick aus Geelong zum Architekten ausgebildet. Er schloss seine Ausbildung 1893 bei J. E. Burke in Melbourne ab und wurde 1895 zum Associate des Royal Victorian Institute of Architects gewählt. Anschließend nahm er eine Stelle als Architekt beim Department of Railways and Works in Perth an. Er war an der Gestaltung der Perth Law Courts, der Free Public Library und der Royal Mint beteiligt.
Am 11. September 1897 ging er mit Harriet Ellen Burston (* 24. April 1871 in Melbourne) in der Congregational Church in Brighton seine erste Ehe ein, das Paar bekamen drei Söhne: Charles (1899–1975), Alvord (1901–1975) und Christian (1907–1990). Nachdem ihm ein Privatkonkurs traf und seine Gesundheit in Perth durch Typhus bedroht war, beschloss er im November 1898 nach Melbourne zurückzukehren, er schickte seine Frau mit dem Schiff nach Brighton voraus und machte sich selbst mit dem Fahrrad durch die Nullarbor-Ebene auf den Weg. Im Januar 1899 schloss er sich dem Architektenbüro von G. C. Kinslip und W. R. Butler an, das ihn 1900 die Leitung des Büros in Sydney übertrugen. Er wurde 1904 in das Royal Institute of British Architects gewählt und wurde 1906 Mitglied des Royal Victorian Institute of Architects. Seine Hauptarbeitsfeld galt zwar der Gestaltung von Häusern, aber sein Interesse an Musik führte auch zu Aufträgen für die Gestaltung von Kirchen. So wurde er 1906 zum Architekten der anglikanischen Diözese Grafton and Armidale. Charles Rosenthal privates Interesse galt insbesondere der Musik, er wurde Organist an der Coolgardie Wesley Church und Chorleiter des Ensemble Holy Trinity in Dulwich Hill, seine feine Singstimme machte ihn auch als Konzertkünstler bei der Sydney Philharmonic beliebt.
1903 wurde er zum Leutnant bei der Artillerie der Victoria-Miliz ernannt. 1908 wechselte er zur regulären australischen Feldartillerie, wurde zum Major befördert und erhielt das Kommando über eine Haubitzbatterie. Außerdem interessierte er sich für die Luftfahrt und wurde 1909 einer der Gründerväter der Aerial League of Australia und war Flugschüler an der Australian Flying School von W. E. Hart in Penrith.

### Im Ersten Weltkrieg
Am 1. Juli 1914 wurde Rosenthal Kommandant der 5. Feldartillerie-Brigade, der ersten Batterie der australischen Feldartillerie, die mit Haubitzen bewaffnet war. Am 18. August 1914 trat er im Rang eines Majors der Australian Imperial Force (A.I.F.) bei. Am 25. August 1914 übernahm er das Kommando über die 3. Feldartillerie-Brigade und wurde er am 17. September zum Oberstleutnant befördert. Am 25. September 1914 schiffte er sich auf der HMAT Rangatira nach Ägypten ein. Am 26. April 1915 kommandierte er die 3. Feldartillerie-Brigade bei der Landung in Gallipoli. Seine energetische Führung und sein Optimismus brachten ihn bei der Landung in einen kurzen Konflikt mit seinem Kommandanten, Generalmajor William Bridges. Der Artilleriestab hatte anfangs im Brückenkopf keine Positionen für die dringend benötigten Batterien gefunden und Bridges wollte keine Geschütze an Land haben, solange die Position nicht ausreichend gesichert waren. Rosenthal ließ den südlichen Sektor erkunden und wählte sogar unorthodoxe Geschützstellungen um die vorderste Infanterie helfen zu können. Dann konnte er Bridges dazu drängen, ihn seine Batterien endlich landen zu lassen und erhielt die Erlaubnis zuerst die 7. Feldbatterie unter Major F. A. Hughes auf Bolton's Hill zu platzieren. Mit Zündern, die so eingestellt waren, dass sie an den Mündungen platzten, sodass die Waffe wie eine riesige Schrotflinte wirkte, schlugen die Kanoniere von Hughes die türkischen Gegenangriffe zurück. Rosenthal stand Bridges Haltung stets kritisch gegenüber und löste 1936 in einer öffentlichen Rede eine kurze Kontroverse aus.
Am 5. Mai 1915 explodierte eine türkische Granaten im Unterstand Rosenthals und verwundete ihn und seinen Batteriekommandanten Major W. L. Burgess. Rosenthal, am Kopf, am linken Hinterarm und am rechten Knie verwundet, wurde nach Ägypten evakuiert. Unterwegs unterhielt er von seinem Krankenhausbett aus die anderen Verwundeten auf dem Lazarettschiff mit seiner Wiedergabe von Händels „Arm, Arm Ye Brave.“ Rosenthal fand auch Zeit, an seine Familie zu schreiben und den Vorfall zu beschreiben, der zu seiner Verwundung führte, die Veröffentlichung verhinderte die Politik, die Opfer nicht öffentlich erwähnt wissen wollte. Der genesene Rosenthal kehrte am 22. Mai 1915 in den Anzac-Brückenkopf zurück. Am 27. Juli 1915 wurde er abermals verwundet, eine Gewehrkugel ging durch sein linkes Bein. Seine zweite Verwundung führte im August zu seiner Evakuierung nach England, aber er nutzte seine Genesung, um aktuelle Artillerie-Taktiken in Frankreich zu studieren. Rechtzeitig zur Ausbau der A.I.F. nach Ägypten zurückgekehrt, erhielt er am 21. Februar 1916 das Kommando über die Artillerie der neuen 4th Division und wurde zum Brigadegeneral befördert.
Die Geschütze Rosenthals kamen ab Juni 1916 in Frankreich an und kamen bald in der Schlacht an der Somme zum Einsatz. Die Artillerie war bei Pozières, Mouquet Farm und bei Ypern in schwere Kämpfe verwickelt. Im Dezember wurde Rosenthal erneut verwundet. 1917 befehligte er zeitweise die Artillerie von vier Divisionen und wurde bereits als potenzieller Divisionskommandeur anerkannt, obwohl ihm die dazu nötige Erfahrung fehlte. Rosenthal wurde im Juli 1917 zum Kommandeur der 9. Infanterie-Brigade ernannt und „seine Robustheit und Kühnheit“ hauchten den Truppen neues Leben ein. Rosenthal ließ es sich nehmen, an vorderster Front zu stehen, sondern auch dort gesehen zu werden. Rosenthal wurde für die 9. Brigade die Galionsfigur, die „Pompey“ Elliott für die australische 15. Brigade war.
In den Schlachten von Passchendaele und der deutschen Frühjahrsoffensive im März 1918 baute Rosenthal seinen Ruf als Führungspersönlichkeit aus. Er wurde im Oktober 1917 bei Passchendaele schwer vergast, wurde zum vierten Mal in einer Depesche erwähnt und traf Anfang Januar 1918 wieder bei seiner Brigade ein. Rosenthal war dann vom 12. Januar 1918 bis 13. Februar 1918 amtierender Kommandeur der 1st Division und vom 16. bis 26. März 1918 der 3rd Division. Er stieß im April 1918 bei der Inspektion seiner eigenen Leitungstrupps in der Nähe von Villers-Bretonneux auf einen deutschen Leitungstrupp, dem er drei Gefangene abnehmen konnte. Als er im Mai 1918 mit einem kommandierenden Offizier bei Nacht neue Außenposten inspizierte, stieß er absichtlich mit einer sechsköpfigen deutschen Gruppe zusammen, um einen Gefangenen zur Identifizierung der gegenüberliegenden Einheit zu erhalten.
Am 22. Mai 1918 wurde Rosenthal zum Kommandeur der 2nd Division ernannt und zum Generalmajor befördert. Er nahm an dem kurzen, aber brillanten Angriff in der Schlacht von Hamel teil. Kurz darauf wurde Rosenthal bei einer Tageslichtaufklärung zum vierten Mal von einem Scharfschützen schwer verwundet, kehrte aber gerade rechtzeitig zum Beginn der Hunderttageoffensive ab dem 8. August aus dem Krankenhaus zurück. In den Kämpfen um Péronne vom 31. August bis 2. September eroberte Rosenthals Division den Mont St. Quentin mit erschöpften Bataillonen in einer kühnen Operation, die von General Brudenell White als „erste … der vier größten Errungenschaften des australischen Korps in der Offensive von 1918 eingestuft wurde“. Am 5. Oktober 1918 brach Rosenthals Brigade bei Montbrehain an der Hindenburg-Linie ein, die letzte Aktion des Australian Corps im Krieg.
Rosenthal war im Krieg zum Ritter des C.B. (8. November 1915), zum Companion des C.M.G. (1917) sowie zum Knight Commander des Order of the Bath (1919) ernannt worden, er hatte den Distinguished Service Order (3. Juni 1918) erhalten und wurde siebenmal in Kriegsdepeschen erwähnt. Er wurde außerdem mit dem belgischen Croix de Guerre (1917), dem französischen Croix de Guerre (1918) und den Orden der Ehrenlegion (1919) ausgezeichnet.

### Nachkriegszeit
Rosenthal wechselte im März 1919 nach England, um alle Depots der A.I.F während der Rückführung der Truppen zu organisieren. Am 22. November 1919 schiffte er sich nach Australien ein, seine Anstellung bei der AIF endete am 12. März 1920.
Nach dem Krieg stand er vor dem Wiederaufbau seines Architekturbüros. Er studierte kurzfristig Jura an der University of Melbourne. Er befehligte neuerlich die 2nd Division vom 1. Mai 1921 bis 30. April 1926 und vom 18. Januar 1932 bis 1937. Er war vom 1. November 1924 bis 31. Oktober 1929 Ehrenoberst des 33. Bataillons und ab Anfang Dezember 1923 des 36. Bataillons.
Er betätigte sich vermehrt auch politisch und war von 1921 bis 1924 Alderman Municipal Council von Sydney, 1922 bis 1925 war er für Bathurst Mitglied in der New South Wales Legislative Assembly und danach bis 1928 zum Präsidenten des Council of the Australian Institutes of Architects und bis 1930 zum Präsidenten des Institute of Architects of New South Wales gewählt.
Er genoss das öffentliche Leben, war ein guter Redner, gefragt bei den Soldatentreffen und mehrmalig Anführer der jährlichen Anzac-Day-Märsche in Sydney. Nebenbei war 1926 bis 1930 war er Direktor des Australian Museum und 1936 Mitglied des New South Wales Legislative Council. Als Architekt arbeitete er auch weiter in seinen Beruf. Während der Weltwirtschaftskrise, ging sein Büro 1930 abermals bankrott. 1937 nahm Rosenthal den Posten des Verwalters der Norfolkinsel an, wo er während des Zweiten Weltkriegs regierte. Bis 1948 lebte er mit seiner Frau auf der Insel und kehrte dann nach Sydney zurück. Seine erste Frau „Nellie“ starb im Alter von 81 Jahren am 19. Juni 1952 in Sydney. Am 22. Juli 1953 heiratete Rosenthal in zweiter Ehe Sarah Agnes Rosborough (geborene McKinstry) in der St. Stephen’s Presbyterian Church. In seinen letzten Jahren lag er häufig mit chronischer Nephritis im Krankenhaus. Er blieb bis zum Ende geistig frisch starb am 11. Mai 1954 in Green Point und wurde nach einem Gottesdienst in der St. Andrew’s Anglican Cathedral in Sydney mit vollen militärischen Ehren eingeäschert. Er wurde überlebt von seiner zweiten Frau und seinen Söhnen, unter denen Captain Alvord Sydney Rosenthal ein regulärer Offizier in der Royal Australian Navy war.